# Звонимир Рунко
Звонимир Рунко Павле (Љубљана, 4. јануар 1920 — близина Новог Места, 16. јун 1942), учесник Народноослободилачке борбе и народни херој Југославије.

## Биографија
Рођен је 4. јануара 1920. године у Љубљани. Отац му је био истарски Хрват, а мајка Српкиња из Гацка. Пре Првог светског рата и за време рата, породица Рунко је живео у Пули, где му је отац био полицајац. После италијанске окупације Истре, породица је дошла у Љубљану и стари Рунко је и ту кратко време био полицајац.
Звонко је завршио основну школу у Шишки, предграђу Љубљане. Породица је становала у старим војничким баракама, где су углавном живеле избеглице из Корушке, Истре и Словеначког приморја. После основне школе, продужио је школовање у гимназији, у Бежиграду. Најстарији брат у то време већ је радио у железничким радионицама и доносио је комунистичку штампу. Звонко је био, као многи други синови избеглица, у почетку југословенски националиста и члан „Сокола“.
Штампа, коју му је доносио брат, врло брзо је утицала на Звонка. Иступио је из „Сокола“, одбацио национализам и почео да сарађује с комунистима, тако да је већ 1936. године примљен у Савез комунистичке омладине Југославије. Уочи Божића, 1937. године, кад су ђаци имали кратки распуст, отишао је с неколико младића у планине, да тамо у једној кући проучава марксизам. Тамо је требало да дође и тадашњи студент медицине Сергеј Крајгер, управо пуштен из затвора у Сремској Митровици, где је издржавао казну због политичке активности.
Изгледа да их је пратила полиција, а уз то су неки мештани јавили жандармерији да се у планинарској кући налази група сумњивих ђака. Дошли су полицијски агенти, похапсили их и направили код свих преметачину. Нашли су неке материјале, због чега су извршили преметачине и код њихових кућа и опет су понешто нашли. Звонко Рунко био је месец дана у истражном затвору. Непунољетан, није могао да буде кажњен судски, већ је предат надлежним школским властима. Искључен је из свих средњих школа у Југославији, али с правом полагања приватних испита. После искључења, Рунко се посветио искључиво политичком раду међу омладином. Године 1940. позван је у војску, али је одбијен због чира на стомаку. Крајем године, или почетком 1941, примљен је у Комунистичку партију Југославије.
Већ у лето 1941. године, организовао је у Шишки, под руководством Франца Равбара Витеза, три ударне групе које су касније извршиле многе акције. У октобру га је тражила полиција, али га нису нашли код куће. Од тада се кретао по граду с обојеном косом и лажним исправама. Једном су га полицајци легитимисали и хтели да га ухапсе као сумњивог, али је побегао, иако су за њим пуцали.
Кад су италијанске војне власти, крајем фебруара 1942. године, затвориле Љубљану појасом жицаних препрека и бункера и почеле масовно да одводе мушкарце у логоре, кретање и задржавање илегалаца у граду постало је врло тешко. Због тога је руководство послало Рунка у Ново Место, да тамо ради на организацији ударних група. 1. марта 1942. године, с лажним исправама путовао је возом из Љубљане.
У новој, непознатој средини и у мањем граду врло брзо је био ухапшен. У затвору се претварао се да је оболео од упала слепог цреваупале слепог црева, после чега је пребачен у болницу због операције. Оперисан је, после чега је, с још незацељеном раном, уз помоћ лекара, побегао из болнице скачући кроз прозор. Извесно вријеме се још лечио код поверљивих људи у околини Новог Места, а после је отишао у партизане. Тамо је постао члан штаба Треће групе одреда и био одговоран за Варностно-обвешчевалну службу.
Почетком јуна 1942. године, добио је задатак да у околини Новог Места извиди шта се тамо дешава око сумњивог „штајерског батаљона“, у којем су били, у партизане прерушени, белогардисти. Они су чинили све да међу народом дискредитују Народноослободилачки покрет.
16. јуна 1942. године, група лажних партизана намамила је Рунка и његовог пратиоца на састанак у шуми код цркве Светог Рока, у близини Новог Места. Тамо су обојицу мучки заклали, а лешеве закопали.
Указом председника Федеративне Народне Републике Југославије Јосипа Броза Тита, 27. новембра 1953. године, проглашен је за народног хероја.